# Adesal Córdoba
El Adesal Córdoba, también conocido como Adesal La Fuensanta, es un club deportivo multidisciplinar del barrio de La Fuensanta, en Córdoba. Destaca en el balonmano femenino y en la temporada 2024-2025 participa en la segunda división española, la División de Honor oro. Equipo de cantera, sus juveniles han trufado la selección nacional desde su fundación y suele contar con muchísimas jugadoras locales en sus alineaciones.

## Historia
Nacido en 1994 de la mano del cordobés Kiko Pastor, el club se fundó con unas miras de apertura a deportes minoritarios y, eminentemente, femeninos: balonmano, fútbol sala, gimnasia rítmica o artes marciales se mezclaban por el gran pabellón fuensantino cordobés.
En 2010, las jugadoras de Rafa Moreno consiguieron el primer ascenso, a División de Honor Plata y, en la temporada 2012-2013 aún con Rafa Moreno en los banquillos, el Adesal consigue el 11 de mayo, tras ganar su partido ante el Oviedo por 25 a 22 en la fase de ascenso celebrada en Valladolid, el primer ascenso de su historia a la máxima división nacional.
En 2014, año en el que el Adesal permaneció en División de Honor debido al descenso por cuestiones económicas del histórico Mar Alicante, el Club Balonmano Lucena y el Adesal La Fuensanta firman un acuerdo de colaboración para que, de forma oficial, el club lucentino compita en la categoría juvenil como filial del Adesal. De forma oficiosa los equipos de base del Balonmano Lucena se unirán a la cantera del equipo cordobés.
El 2018 es el año que Paco Bustos pone la semilla de lo que, a la postre, sería uno de los grandes éxitos del club, el ascenso en la temporada 2021-2022 porque de aquél equipo suben jugadoras del juvenil a competir en División de Honor Plata: Lucía Vacas, Irene y Noelia García, Cristina Rubio y Andrea Salido se consolidan en la primera plantilla.
En 2019 el histórico Rafa Moreno vuelve a los banquillos y a la secretaría técnica del equipo fuensantino tras abandonar el puesto de entrenador Paco Bustos. Esa temporada y, debido a que el equipo cordobés mandaba en su grupo de la División de Honor Plata, al suspenderse todas las competiciones inferiores por el Covid-19, se le dio plaza en la División de Honor directa, sin acabar la ljga. Lamentablemente, tras una temporada 2020-2021 de muchos apuros económicos, y debido al empate en el último partido ante el Cicar Lanzarote,  el equipo pierde la plaza en División de Honor y retorna a División de Honor Plata.
En la temporada 2023-24 salió en la tercera división española, la División de Honor Plata y subió a División de Honor Oro, de nuevo con Rafa Moreno en el banquillo, que completaba su quinto ascenso. Este equipo completó la temporada sin perder ningún partido (28 partidos ganados y 1 empatado)

## Otros nombres
En el año 2021 se denominó Itea Córdoba por el patrocinio de la empresa cordobesa Automatismos Itea.

## Cancha
| Pabellón                 | Lugar   | Años  |
| ------------------------ | ------- | ----- |
| Pabellón de la Fuensanta | Córdoba | 1994– |

## Temporada a temporada
| Temporada | Cat. | División                | Pos. | Notas                              |
| --------- | ---- | ----------------------- | ---- | ---------------------------------- |
| 2009–10   | 3    | Primera Nacional        | .ª   | Ascenso a División de Honor Plata  |
| 2010–11   | 2    | División de Honor Plata | .ª   |                                    |
| 2011–12   | 2    | División de Honor Plata | .ª   |                                    |
| 2013–14   | 2    | División de Honor Plata | .ª   | Ascenso a División de Honor        |
| 2013–14   | 1    | División de Honor       | 13.ª |                                    |
| 2014–15   | 1    | División de Honor       | 14.ª | Descenso a División de Honor Plata |
| 2015–16   | 2    | División de Honor Plata | .ª   |                                    |
| 2016–17   | 2    | División de Honor Plata | .ª   |                                    |
| 2017–18   | 2    | División de Honor Plata | .ª   |                                    |
| 2018–19   | 2    | División de Honor Plata | .ª   |                                    |
| 2019–20   | 2    | División de Honor Plata | 1.ª  | Ascenso a División de Honor        |
| 2020–21   | 1    | División de Honor       | 13.ª | Descenso a División de Honor Plata |
| 2021-22   | 2    | División de Honor Plata | .ª   |                                    |
| 2022-23   | 3    | División de Honor Plata | 5.ª  |                                    |
| 2023-24   | 3    | División de Honor Plata | 1.ª  | Ascenso a División de Honor Oro    |
| 2024-25   |      | División de Honor Oro   |      |                                    |

- 3 temporadas en División de Honor
- 10 temporadas en División de Honor Plata
- 15 temporadas en Primera Nacional

### Títulos
- División de Honor Plata (1): 2023-24.
- Copa de Andalucía (2): 2013-14, 2024-25.

#### Reconocimientos
- Mejor equipo de Córdoba (2024)[14]